# Jérôme Gannat
Jérôme Gannat (né le 6 juin 1970 à Besançon) est un coureur cycliste français, devenu ensuite directeur sportif. Il exerce actuellement cette fonction au sein de l'équipe continentale Groupama-FDJ.

## Biographie
Originaire de Besançon,, Jérôme Gannat commence le cyclisme en 1984 à l'AC Bisontine. Il rejoint ensuite le CC Étupes en 1991, où il court pendant douze ans. Figure du cyclisme amateur français, il remporte notamment Paris-Troyes en 1996, le Tour du Doubs en 1999, les Boucles catalanes en 2001 ou encore le Tour du Jura en 2002. Il se retire des compétitions à l'issue de la saison 2003. 
Une fois sa carrière terminée, il devient directeur sportif au CC Étupes à partir de 2005. Il dirige de nombreux coureurs qui sont passés dans les rangs professionnels comme Thibaut Pinot, Warren Barguil, Guillaume Martin ou encore Adam Yates. En 2019, il intègre l'encadrement de l'équipe continentale Groupama-FDJ,.

## Palmarès
- 1991
  - Grand Prix de Wittenheim
- 1994
  - 2e étape du Tour de la Haute-Marne
  - 1re étape du Tour du Doubs
  - 3e du Tour de la Haute-Marne
  - 3e du Circuit des Deux Ponts
- 1995
  - La Pyrénéenne
  - 2e du Critérium du Printemps
  - 3e des Boucles catalanes
  - 3e de la Route poitevine
  - 3e du Circuit des Deux Ponts
  - 3e du Grand Prix des Foires d'Orval
- 1996
  - Championnat de Franche-Comté
  - Paris-Troyes
  - 1re étape du Tour du Doubs
  - 2e du Circuit méditerranéen
  - 3e du Critérium du Printemps
  - 3e du Souvenir Thierry-Arnould
  - 3e du Grand Prix des Foires d'Orval
- 1998
  - Grand Prix des Carreleurs
  - Univest Grand Prix
  - 3e de Dijon-Auxonne-Dijon
  - 3e du Grand Prix de la Tomate
- 1999
  - Circuit des Deux Provinces
  - Tour du Doubs
  - 2e de la Route du Pays basque
  - 2e du Grand Prix Mathias Nomblot
  - 2e de Paris-Auxerre
  - 3e du Prix du Saugeais
- 2000
  - 2e des Boucles de l'Océan
  - 2e de la Route d'Atlantique
  - 3e du Grand Prix Mathias Nomblot
- 2001
  - Boucles catalanes
  - 3e de La Tramontane
- 2002
  - Tour du Jura
  - Prix de la ville de Soissons